# Loi fondamentale sur l'éducation
La Loi fondamentale sur l'éducation (教育基本法, Kyōiku kihonhō) est une loi japonaise réformant le système scolaire du pays datant de 1947, introduite lors de l'occupation du pays par les Américains.
Elle introduit plusieurs grands principes comme la mixité, ou le développement de l'enseignement supérieur.
Le 22 décembre 2006, elle est réformée et replacée par une nouvelle loi.